# Éfira (Élide)
Éfira (en griego, Εφύρα) es el nombre de una antigua ciudad griega de Élide. 
Existían varias ciudades en diversos lugares de la Antigua Grecia que llevaban el nombre de Éfira, y había discusión desde la Antigüedad sobre cual de todas debía ser la Éfira citada varias veces por Homero en la Ilíada y la Odisea. Estrabón consideraba que debía identificarse con la Éfira de Élide pero otros autores se inclinaban por que era la Éfira situada en Tesprotia.
Estrabón identifica Éfira de Élide con una población llamada Énoe o Benoa y la sitúa en el camino que llevaba a Lasión, a 120 estadios de Elis, junto al río Seleente.